# Sulino (powiat choszczeński)
Sulino (niem. Ebenau) – wieś sołecka w Polsce położona w województwie zachodniopomorskim, w powiecie choszczeńskim, w gminie Choszczno. W latach 1975–1998 miejscowość administracyjnie należała do województwa gorzowskiego. W roku 2007 wieś liczyła 127 mieszkańców.
Wsie wchodzące w skład sołectwa: Bonin, Oraczewice, Pakość.
Kolonia wchodząca w skład sołectwa: Czernice.

## Geografia
Wieś leży ok. 4 km na północ od Choszczna.

## Historia
W pobliżu miejscowości odkryto zabytki wiązane z kulturą jastorfską, datowane na starszy okres przedrzymski. W okolicach Sulina położona była najstarsza osada obronna typu podkowiastego. Odkryte ślady wskazują, że gród zamieszkiwany był na przełomie VIII i IX wieku.